# Complex Instruction Set Computing
A CISC (a Complex Instruction Set Computer, vagyis "összetett utasításkészlettel rendelkező számítógép") olyan processzorokat jelent, melyek utasításkészlete jóval több, bonyolultabb utasítást tartalmaz, mint a RISC processzorok utasításkészlete. A CISC processzorok utasításai általában több elemi műveletet végeznek egyszerre, így a gépi kódú programjaik rövidebbek, jobban átláthatóak egy ember számára (ami nem feltétlenül jelent előnyt, mivel a gépi kódú programok nagy részét manapság fordítóprogramok állítják elő).
Hátránya a RISC processzorokkal szemben az, hogy a bonyolultabb utasítások sokszor jelentősen lassabban hajthatóak végre, és így a rövidebb programok ellenére is a végeredmény a lassabb programfutás lesz. Másik hátránya az, hogy a komplex utasítások jóval bonyolultabb felépítésű processzorokat igényelnek, melyek fejlesztése és tesztelése költségesebb.

## Bővebben
A RISC processzorokkal ellentétben közvetlen memóriaelérés és összetett műveletek jellemzők rá.
A CISC processzorok esetén az alkalmazott vezérlési mód a mikroprogramozott vezérlési eljárás. Ennek lényege, hogy a végrehajtás alatt lévő utasítás egy mikroprogramtárban lévő programot indít el. A mikroprogram utasításai a mikroutasítások, melyek elemi vezérlési lépések szerint vezérlik a hardver működését. 
A RISC processzorok kifejlesztésénél elsődleges cél volt, hogy kiiktassák a mikroprogramozott vezérlést, hiszen az egy számítógép a számítógépen belül, ami a felépítést meglehetősen bonyolulttá teszi és lassítja a működést. Ezért ezen processzortípus esetén a mikroprogram helyett direkt áramköri elemeket alkalmaznak a közvetlen vezérlés megvalósítására. 
Ebből következik egy jellegzetes eltérés a két processzor között. Míg a CISC processzor esetén a fordító a programot egyszerűbb szintre fordítja, majd ezután a mikroprogram (ami meglehetősen összetett) veszi át a vezérlést, addig a RISC processzoroknál szükséges egy olyan fordítóprogram alkalmazása, amely a megírt programot olyan bonyolultságú szintre tudja fordítani, ami a CISC processzorok mikroutasítási szintjének felel meg és a végrehajtás ezután már "huzalozott", azaz áramköri szinten valósul meg.

## Architektúrák
- Digital VAX
- Intel IA-32
- Motorola 68000

## Lásd még
- RISC
- NISC